# 解憂舊書店
解憂舊書店（英語：The Book Cure）是香港的一間獨立書店暨舊書店，亦為全港首間及目前唯一一間「街市舊書店」（另一間為生活書社，不過現時已經撤出街市），位於大埔寶湖道街市F021舖，由陳立程於2016年創立。解憂舊書店的由來可追溯至陳立程中學時期對於一間樓上書店的鍾愛，能够與書為伴是她的夢想，在造訪多方書店和了解營運情況後決定開店，並用東野圭吾的小說和英國書目治療師的作品來命名書店。書店除了賣二手書之外，並在店外擺放漂書架讓讀者不用花費就可以拿走書。在大眾對獨立書店的關注逐漸上升後，部份傳媒亦開始推薦此書店。

## 名稱由來
據該社主理人稱，書店的中、英文名稱乃出自兩本作品：其中文名稱「解憂舊書店」源自東野圭吾的小說《解憂雜貨店》；而英文名稱則源自英國一名書目治療師的作品《The Novel Cure》（中譯本則命名為《小說藥方》）。主理人認為，利用上述靈感為書店命名的原因，是要希望能將自己理想書店的元素（即是為客人解開自身煩惱、修補內心缺陷）融入日常書店營運之中:112。

## 歷史
解憂舊書店的由來可追溯至陳氏中學時期對於一間樓上書店的鍾愛。那時的她已經有計劃他朝一日創立書店，認為那是個「很浪漫的夢想」，能夠終日與書為伴。時移世日，陳氏深知香港租金高昂，加上流動的心·情·書多一度傳出暫時停業消息，令她深感於香港營運獨立書店面對的困難不小，於是她決定透過造訪香港多間書店，包括我的書房、華洋書莊、讀書好棧等，亦向不同書店的主理人「拜師」，了解營運書店的不二法門。:127-128
居於大埔區的她，深感該區的學術氛圍（因為該處毗連香港中文大學及香港教育大學）是開辦書店的可選之地，而她亦認為相對於其他選項，於街市創立書店有助減省於租金上的成本:130。
後來她看中了區內一個人流較少的公共街市—寶湖道街市，經投標後終能成功鎖定該處被認為最佳的舖位，當時的租金僅為5000多港元。
經過一輪準備功夫後，書店終能於2016年6月在寶湖道街市開業:112。2019年11月，該書店的主理人獲受邀參與首屆「香港圖書館節」工作坊，與另一間舊書店精神書局主理人黃寶龍等人分享在舊書店方面的心得。

## 特色
在店內，主理人收養了一隻名為「尤利西斯」的小貓，亦參照《解憂雜貨店》設有一本留言冊供客人盡訴心中情，主理人會儘可能回應他們的想法。與位於元朗的生活書社類似，該書店亦放置坐椅數張，分布於店內店外，供客人於店內安坐細讀閒聊:116，亦有一張由其兒子在校內製作的矮木板凳（亦因此曾被客人問及該木板凳是否可賣出，唯主理人一再強調此乃非賣品）:131-132。
而該書店除了售賣二手書籍外，亦於店外擺放漂書架，允許客人在無須花費的情況下，隨意帶走心儀書籍；而主理人亦歡迎任何人士帶同自己不需要的書籍到該書店，對於女士及年長者而言，她則會透過上門方式收取:129-130。
在舖面設計上，該書店亦如生活書社一樣採用回收物料以製作店內各式設備，例如店內的地板採用其他公司作裝修用的剩餘物資、牆身則把舊書書頁貼上頂替等，以祈減低裝修成本:114。

## 各界反應
據陳氏稱，早於解憂舊書店尚未開業之時，已經獲得當區居民及街市檔販支持，更為她在電力、裝修等方面提供協助:113-114。
隨著2019年「反三中商運動」（即三聯書店（香港）、中華書局（香港）及商務印書館（香港），皆屬聯合出版集團旗下），話題逐漸成為大勢所趨、大眾書局關閉其於香港所有分店後，香港社會對於獨立書店（或稱「小型書店」）的關注度日漸提升，部份傳媒亦開始推薦社會上部份獨立書店，而該書店亦獲列於名單之內。

## 相關事件
2016年11月23日，書店主理人陳立程按相約時間於大埔墟站接收由有心人捐出的舊書籍。縱使交收當時站內人流不多，但她仍在接過書籍一刻遭當值的港鐵職員警告，表示「不可以傳遞任何物品」，包括事件的舊書籍，涉嫌違反《香港鐵路附例》。其後主理人透過書店的社交網站專頁上表示港鐵會考慮檢控其本人，但幸好最終沒採取任何行動。港鐵隨後回應傳媒查詢時表示，在車站交收物品要視乎實際情況而定，若果相關行為阻礙車站通道或對其他乘客構成滋擾，鐵路公司職員方會對此向肇事乘客作出勸喻或警告；而相關事件亦在網絡引起熱烈討論。

## 外部連結
- 解憂舊書店的Facebook專頁

22°26′58″N 114°10′05″E / 22.44944°N 114.16817°E